# Borek Wielkopolski (gemeente)
De gemeente Borek Wielkopolski is een stad- en landgemeente in het Poolse woiwodschap Groot-Polen, in powiat Gostyński.
De zetel van de gemeente is in Borek Wielkopolski.
Op 30 juni 2004 telde de gemeente 7730 inwoners.

## Oppervlakte gegevens
In 2002 bedroeg de totale oppervlakte van gemeente Borek Wielkopolski 127,58 km², waarvan:
- agrarisch gebied: 77%
- bossen: 15%

De gemeente beslaat 15,74% van de totale oppervlakte van de powiat.

## Demografie
Stand op 30 juni 2004:
| Omschrijving                   | Totaal | Totaal | Vrouwen | Vrouwen | Mannen | Mannen |
| ------------------------------ | ------ | ------ | ------- | ------- | ------ | ------ |
| eenheid                        | aantal | %      | aantal  | %       | aantal | %      |
| inwoners                       | 7730   | 100    | 3885    | 50,3    | 3845   | 49,7   |
| bevolkingsdichtheid (inw./km²) | 60,6   | 60,6   | 30,5    | 30,5    | 30,1   | 30,1   |

In 2002 bedroeg het gemiddelde inkomen per inwoner 1469,36 zł.

## Administratieve plaatsen (Solectwo)
- Bolesławów - dorp
- Borek Wielkopolski - miasto, gemeentezetel
- Bruczków - dorp
- Celestynów - dorp
  - Domanice - dorp
- Dąbrówka - dorp
  - Ustronie - dorp
- Głoginin - dorp
- Grodnica - dorp
  - Osówiec - dorp
- Jawory - dorp
  - Jawory PGR - osada
- Jeżewo - dorp
  - Frasunek - dorp
  - Liż - dorp
  - Stawiszyn - osada leśna
- Karolew - dorp
  - Dorotów
  - Trzecianów Osiedle - dorp
- Koszkowo - dorp
- Leonów - dorp
- Maksymilianów - dorp
- Siedmiorogów Drugi - dorp
  - Cielmice - dorp
- Siedmiorogów Pierwszy - dorp
- Skoków - dorp
- Skokówko - dorp
- Strumiany - dorp
- Studzianna - dorp
- Trzecianów - dorp
- Wycisłowo - dorp
- Zalesie - dorp
  - Wygoda - dorp
  - Zacisze - dorp
- Zimnowoda - dorp

## Aangrenzende gemeenten
Dolsk, Jaraczewo, Koźmin Wielkopolski, Piaski, Pogorzela